# HiteJinro
HiteJinro Co., Ltd. ( кор.: хангиль: 하이트진로, ханча: 眞露) — південнокорейська багатонаціональна компанія з виробництва напоїв, пивоваріння та винокуріння, заснована в 1924 році. Це провідний світовий виробник соджу, на який припадає більше половини продажу цього напою в Південній Кореї. Компанія також виробляє інші алкогольні напої, включаючи пиво, червоне вино та віскі. 
Лікеро-горілчані заводи компанії розташовані в Ічхоні, Чхонгвоні та Масані, завод у Масані орієнтований на експорт. Крім того, Jinro виробляє бутильовану воду бренду Soksu на фабриці в Чонвоні . У 2006 році компанія була придбана Hite, популярною компанією з виробництва напоїв, основним продуктом якої є пиво.
Компанія випускає соджу під торговою маркою Chamisul ( кор.: хангиль: 참이슬), яке є найпопулярнішим алкогольним напоєм у світі. Частиною їх маркетингової стратегії є використання чутливого до температури паперу на етикетці пляшки. Логотип у формі азійської жаби білий, коли пляшка тепла, та стає синім, коли пляшка холодна, вказуючи на те, що соджу готове до споживання.

## Продукти

### Пиво
- Terra
- Hite та Hite EXTRA COLD
- Max
- Dry Finish D
- Stout
- Exfeel S
- Filite
- Queen's Ale

### Соджу

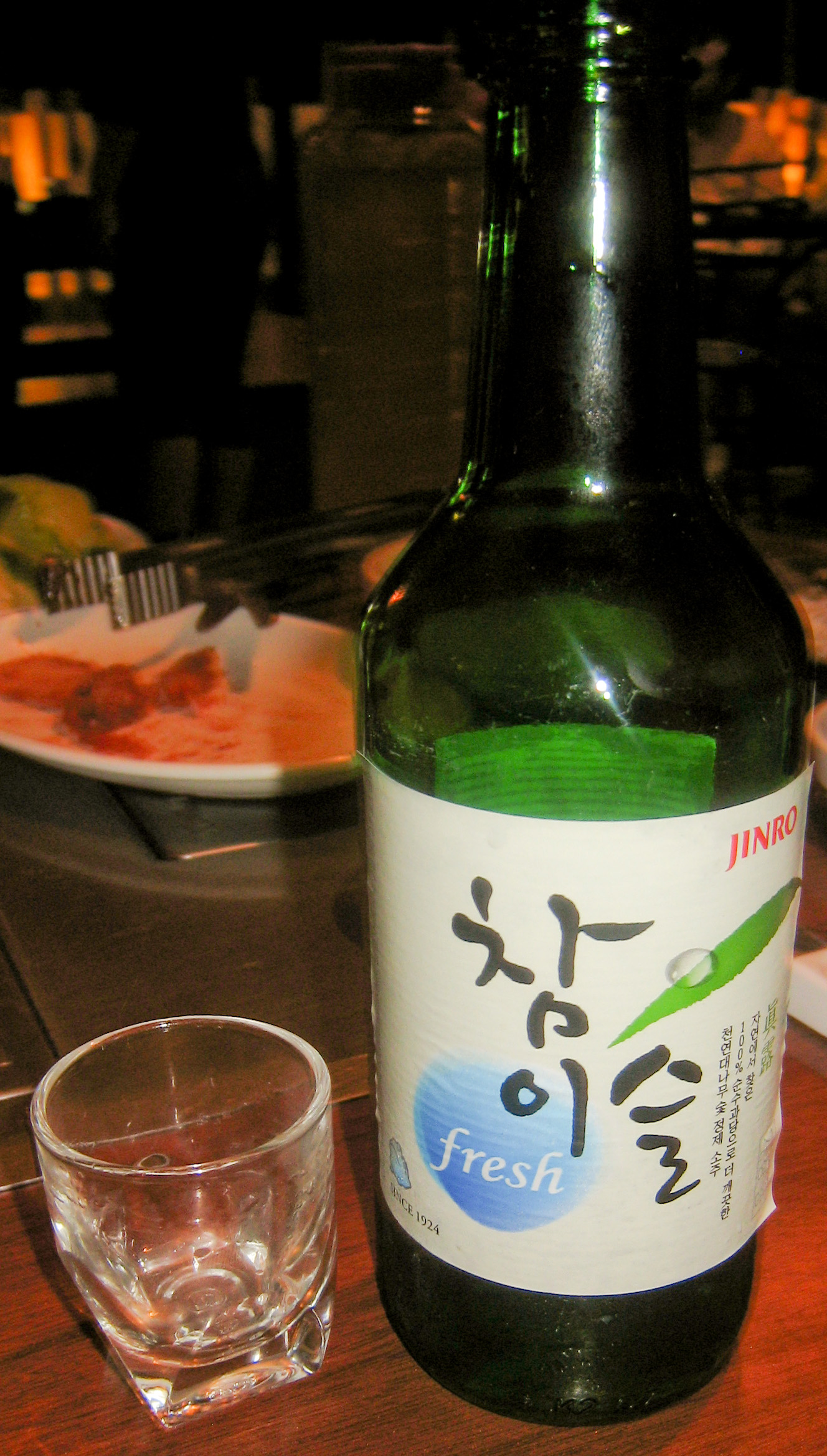
Пляшка соджу Chamisul.

Jinro є найбільшим виробником соджу, на нього припадає половина всіх білих алкогольних напоїв (white spirits), проданих у Південній Кореї.  Соджу становить 97% категорії. Загальний обсяг продажів у 2013 році склав 750 мільйонів пляшок; другий за величиною бренд алкогольних напоїв Smirnoff продав менше половини цієї кількості. 

### Віскі
- Kingdom
- Cute Sark

### Вино
- Вино HiteJinro